# Фил Фоден
Филип Волтер Фоден (енгл. Philip Walter Foden; 28. мај 2000) професионални је енглески фудбалер који игра на позицији везног играча. Тренутно наступа за Манчестер Сити и репрезентацију Енглеске.

## Клупска каријера
Рођен је у Стокпорту и од детињства је био навијач Манчестер Ситија чијој се академији придружио са четири године. У јулу 2017. године је играо у припремним утакмицама за нову сезону против Манчестер јунајтеда и Реал Мадрида. Те сезоне је одиграо прве минуте у Премијер лиги и Лиги шампиона.
Дана 12. марта 2019. је постигао свој први гол у ЛШ и тако постао најмлађи енглески фудбалер и најмлађи фудбалер Ситија који је постигао гол у ЛШ. Свој први премијерлигашки гол постигао је 20. априла 2019. године против Тотенхема.

## Репрезентативна каријера
Након што је играо за млађе селекције Енглеске, дебитовао је за сениорску репрезентацију против Исланда 5. септембра 2020. Против Исланда се први пут уписао у стрелце за Енглеску постигавши два гола 18. новембра исте године.

## Трофеји

### Клупски
Манчестер Сити
- Премијер лига (6) : 2017/18, 2018/19, 2020/21, 2021/22, 2022/23, 2023/24.
- ФА куп (2) : 2018/19, 2022/23.
- Лига куп (4) : 2017/18, 2018/19, 2019/20, 2020/21.
- ФА Комјунити шилд (2) : 2018, 2019.
- УЕФА Лига шампиона (1) : 2022/23. (финале 2020/21).
- УЕФА суперкуп: (1) : 2023.
- Светско клупско првенство (1) : 2023.

### Репрезентативни
Енглеска до 17
- Светско првенство до 17 година (1) : 2017.
- Европско првенство до 17 година : финале 2017.

Енглеска
- Европско првенство : финале 2020.